# Отчёт о пытках
«Отчёт о пытках» (англ. The Report, более точный перевод — «Отчёт», стилизовано как The Torture Report — рус. Отчёт о пытках) — американский фильм режиссёра и сценариста Скотта Бёрнса. Премьера фильма состоялась на фестивале Сандэнс 26 января 2019 года.

## Сюжет
Сенаторша Дайэнн Файнстайн поручает Дэниелу Джонсу провести расследование программы допроса задержанных, принятой после 11 сентября 2001 года для поимки террористов. В ходе расследования, он узнает о жестоких и неэффективных расширенных методах допроса, которые применялись к заключённым. ЦРУ и Белый дом пытаются предотвратить публикацию отчёта Джонса. ЦРУ обвиняет Джонса в получении незаконным методом секретных документов. Джонс, посоветовавшись с адвокатом, обращается к журналистам, сливая им информацию, что ЦРУ взламывает компьютеры Сената США. После публикации, правительство пытается замять скандал, и ЦРУ идёт на мировую с сенаторшей Дайэнн Файнстайн, снимая все обвинения с Джонса. Тем временем на пост президента приходит Барак Обама, но и он не горит желанием ссорится с ЦРУ.
Журналист, знакомый с Джонсом по предыдущим контактам, предлагает Джонсу слить весь отчёт о пытках в прессу, но Джонс не хочет становиться новым «Сноуденом». Джонс верит в справедливость и закон. Его вера в справедливость оказывается небезосновательна — сенаторша Дайэнн Файнстайн решается бороться до конца, и требует, чтобы в США не просто расследовали случившиеся пытки, но чтобы США была страной, где пытки были бы запрещены. В результате её бескомпромиссной позиции, Белый Дом и ЦРУ вынуждены уступить. Отчёт о пытках слушается в Сенате и становится публичным. Барак Обама в 2015 году подписывает поправку Маккейна-Файнстайн о запрете ЦРУ проводить допросы с расширенными методами.

## В ролях
- Адам Драйвер — Дэниел Джонс
- Аннетт Бенинг — Дайэнн Файнстайн
- Джон Хэмм — Денис Макдоноу
- Дженнифер Моррисон — Кэролайн Красс
- Тим Блейк Нельсон — Рэймонд Нейтан
- Бенджамин Маккензи
- Джейк Сильберманн
- Мэттью Риз — репортёр
- Кори Столл
- Мора Тирни — Бернадетт
- Тед Левин — Джон Бреннан
- Майкл Си Холл — Томас Истмен
- Доминик Фумуса — Джордж Тенет
- Ноа Бин — Мартин Хайнрик
- Дуглас Ходж — доктор Джеймс Митчел

## Критика
На сайте Rotten Tomatoes фильм имеет рейтинг 94 % на основе 31 рецензий критиков со средней оценкой 8,1 из 10. На сайте Metacritic фильм получил оценку 79 из 100 на основе 10 рецензий, что соответствует статусу «в основном положительные отзывы».